# اجمیریگانج اپازیلا
round 1}}
| مختصات = {{coord|24|32.832
اجمیریگانج اپازیلا (به لاتین: Ajmiriganj Upazila) یک سکونتگاه مسکونی در بنگلادش است که در ناحیه هبی‌گنج واقع شده‌است.

## خصوصیات
اجمیریگانج اپازیلا ۲۲۳٫۹۸ کیلومترمربع مساحت و ۸۶٬۸۱۰ نفر جمعیت دارد.